# Bristol Palin
Bristol Sheeran Marie Palin (Wasilla, 18 ottobre 1990) è la seconda figlia e la figlia maggiore dell'ex Governatore dell'Alaska Sarah Palin e suo marito Todd Palin.
Dopo essere diventata madre a 18 anni, ha cominciato a sostenere pubblicamente la prevenzione delle gravidanze per le adolescenti, e ora è una relatrice riguardo a questo argomento. Ha partecipato, nell'autunno 2010, al programma televisivo Dancing with the Stars in cui ha ricevuto i voti più bassi dai giudici, ma è stata votata dal pubblico e, settimana dopo settimana, è riuscita a raggiungere il terzo posto.

## Biografia
Bristol è nata e cresciuta a Wasilla, Alaska. È stata chiamata "Bristol" per il Bristol Inn dove sua madre lavorava, Bristol (Connecticut), la sede centrale della ESPN, dove sua madre avrebbe voluto lavorare come giornalista sportivo, e la regione di Bristol Bay in Alaska, dove suo padre è cresciuto.
A partire dal 2005, ha frequentato la Juneau-Douglas High School e ha cominciato a frequentare Levi Johnston. Nel 2008 ha vissuto per un breve periodo a Anchorage con i suoi zii e ha frequentato la West Anchorage High School. Poi è tornata a Wasilla e si è diplomata alla Wasilla High School, nel maggio 2009.

## Carriera

### Campagna di prevenzione gravidanze adolescenziali
Nel maggio 2009, all'età di 18 anni, Bristol ha iniziato a lavorare alla Campagna Nazionale per prevenire Gravidanze Adolescenziali e Inaspettate (National Campaign to Prevent Teen and Unplanned Pregnancy) per informare i giovani riguardo alle conseguenze negative della gravidanza negli adolescenti. Il portavoce della campagna ha detto che lavorare con la Palin aveva senso perché "lei ha avuto il più alto profilo di gravidanza adolescenziale dell'anno". Sono seguiti diversi lavori grafici e interviste per organizzazioni analoghe. Anche nel maggio 2009 Bristol è stata nominata Teenager Ambasciatore di Prevenzione della Gravidanza per la Candie's Foundation (Teen Pregnancy Prevention Ambassador for the Candie's Foundation), un'organizzazione che previene le gravidanze negli adolescenti, una divisione del marchio di abbigliamento Candie's.
Nell'aprile 2011 è stato riferito che Palin è stato pagato più di $262.000 dalla fondazione per il suo lavoro nel 2009. Questo livello di compensazione, che rappresenta il 12% del budget della Candie's Foundation, è stato criticato da alcuni perché ritenuto eccessivo.
I suoi compiti, in qualità di portavoce, comprendevano partecipare alle riunioni comunali, annunci di servizio pubblico, rilasciando interviste nei talk show del mattino.
In Good Morning America ha affermato:"Indipendentemente da quello che ho fatto personalmente, l'astinenza è l'unico modo sicuro al 100% per prevenire la gravidanza". In un'altra intervista a Good Morning America con Robin Roberts ha affermato che:"'Aspetta prima di andare' comprende una vasta gamma di messaggi. Potrebbe significare 'Aspetta e vai a prendere un preservativo', 'aspetta e pensa alla tua vita', o potrebbe essere 'aspetta fino al matrimonio'".
Prima che Bristol diventasse portavoce, ha detto a Fox News che l'astinenza "non è affatto realistica", ma lei vorrebbe che diventasse più accettata tra le persone della sua età. Diverse settimane dopo, ha dichiarato che quelle citazioni erano state "estrapolate dal contesto".
Tuttavia, in un'intervista del luglio 2011 con Drew Pinsky ha affermato di "non voler essere nominata come una che predica l'astinenza. Non sto dicendo di non fare sesso. Odio questo genere di cose. Il contraccettivo deve essere usato in modo efficace ogni volta se hai intenzione di fare sesso. Non sto sostenendo (astinenza) per tutti gli altri."
Il suo ruolo di portavoce è stato controverso. Bonnie Fuller, ex redattore capo di YM, ha chiesto se la gravidanza della Palin ha fatto diventare le gravidanze adolescenziali glamour, anziché scoraggiarle, notando che "l'immagine perfetta" nell'immaginario della gente, secondo una rivista, sembri eleggerla "la ragazza da poster che rappresenti la maternità giovanile". Meghan McCain ha espresso il suo sostegno per l'educazione sessuale e ha criticato la campagna sessuale pro-astinenza della Palin, dicendo che "non era realistica per questa generazione". L'ex commentatore della MSNBC Keith Olbermann ha dichiarato la Palin la "persona peggiore del mondo"; in sua difesa, la Palin ha risposto "accusarmi di ipocrisia, è una vecchia storiella... I genitori mettono in guardia i figli sui propri errori giovanili in modo che non si ripetano. Ex membri di bande vanno nelle scuole ad informare i ragazzi sui rischi che si corrono nella vita da strada; tossicodipendenti riabilitati danno lezioni agli altri sui rischi dell'abuso di alcool e di droghe. E sì, una madre adolescente parla dei benefici di prevenire una gravidanza adolescenziale."
Bristol lavora via radio chiedendo tra i $15.000 e i $30.000 per ogni apparizione. Ha firmato un contratto con Single Source Speakers ed è ritenuta, sul proprio sito, disponibile per conferenze, raccolte fondi, eventi speciali e feste, così come per programmi concernenti donne, giovani e programmi a favore della vita.
Nel gennaio 2011 è stata invitata a parlare alla "Settimana della Responsabilità Sessuale" alla Università Washington a Saint Louis, ma gli studenti hanno protestato per la costosa parcella che sarebbe stata pagata con i fondi degli studenti, quindi il suo intervento è stato annullato.

### Iniziative d'affari
Nel settembre 2009, Bristol ha fondato la BSMP, una società di lobby, di pubbliche relazioni e servizi di consultazione politica. Mentre l'obiettivo iniziale sarà di lavorare con la Candie's Foundation, il BSMP intende collaborare con altri clienti.

### Televisione

#### La vita segreta di una teenager americana
Bristol Palin è apparsa in un episodio della serie televisiva La vita segreta di una teenager americana nel ruolo di un'amica del personaggio di Amy, una quindicenne che ha a che fare con una gravidanza inaspettata. Ha girato le scene a Los Angeles nel marzo 2010; l'episodio è andato in onda il 5 luglio 2010. "Mi piace fare discorsi in pubblico" ha detto a E!, "Non penso che reciterò ancora in futuro."

#### Dancing with the Stars
Nell'autunno 2010 ha preso parte al programma tv Dancing with the Stars, in coppia con il ballerino professionista Mark Ballas, che è stato due volte campione nello show avendo vinto con la campionessa olimpica Kristi Yamaguchi nella sesta stagione e con la ginnasta olimpica Shawn Johnson nell'ottava stagione.
Il suo lungo percorso nello show, nonostante i bassissimi voti della giuria, hanno attirato l'attenzione dei media e parecchi dubbi. Sono state sollevate domande circa l'integrità del voto del pubblico, comprese le dichiarazioni di voti ottenuti on-line tramite account multipli. I dirigenti della ABC e il produttore esecutivo dello show, Conrad Green, hanno affermato che "ci sono controlli e bilanci" nel sistema, compresa la verifica degli indirizzi IP, per prevenire comportamenti simili e che "nel voto non c'è nulla di diverso rispetto alle stagioni precedenti." Tuttavia Green ha ipotizzato che la Palin abbia ricevuto tutti quei voti per ragioni politiche, dai sostenitori del Tea Party, e il sostegno di telespettatori anziani che avevano nei suoi confronti dei sentimenti materni a causa della sua giovinezza e della sua mancanza di esperienza precedenti. Palin stessa si è accreditata il suo successo grazie al supporto dei suoi fan che si sono sintonizzati ogni settimana per vedere il suo miglioramento.
Il suo successo nello show ha attirato anche attenzioni negative, comprese le minacce di morte nei suoi confronti. In un caso, della polvere bianca sospetta è stata ricevuta dallo spettacolo. La polvere si è rivelata innocua, ma la sicurezza dello show è stata aumentata.
Bristol e il suo partner hanno chiuso al terzo posto. Prima della puntata finale, Bristol ha affermato che vincere "sarebbe come un grande dito medio per tutta quella gente là fuori che odia me e mia madre." Dopo la competizione, ha detto di essere felice con il suo terzo posto, che la fede e la preghiera l'avevano aiutata, e che era cresciuta come persona.
A causa delle prove di danza del programma, si è dimenticata di spedire il suo voto per corrispondenza per il ballottaggio del novembre 2010.

#### Sarah Palin's Alaska
Bristol ha fatto un'apparizione sul diario/documentario della TLC Sarah Palin's Alaska aiutando su una barca da pesca che commerciava halibut. Durante la messa in onda del primo episodio, Bristol ha postato commenti in difesa della propria famiglia contro quelli che invece la criticavano. Alcuni suoi commenti comprendevano insulti, per i quali poi ha chiesto scusa.

#### Bristol Palin: Life's a Tripp
La serie documentario di Bristol Palin "Life's A Tripp" sarà presentata in anteprima nel corso di quest'anno su Lifetime negli Stati Uniti. Lifetime ha ordinato 10 episodi per la trasmissione originale, che seguiranno Bristol Palin mentre si riadatta alla sua originale vita in Alaska.

### Video musicali
Mentre era ancora in gara a Dancing with the Stars, Bristol è apparsa in un video musicale per un gruppo di una band che suona rock sinfonico, gli Static Cycle. Il video è stato girato presso l'Ice Museum a Chena Hot Springs, Alaska, con Bristol vestita con un cappello di pelliccia e un cappotto nel ruolo di madre natura che scioglieva il ghiaccio.

### Memoriale
Nel giugno 2011, Bristol ha pubblicato un memoriale, scritto in collaborazione con Nancy French, intitolato "Not Afraid of Life: My Journey So Far" nel quale parla francamente degli aspetti della propria vita privata, comprese le tensioni con la famiglia McCain e la perdita della propria verginità. Il libro ha riceveuto recensioni contrastanti da parte della critica e dei lettori che la criticavano in particolare per aver pubblicato un libro di memorie a soli 20 anni. Il libro è stato per breve tempo nella lista dei best seller del New York Times nel luglio 2011.

## Vita privata

### Convegno Nazionale Repubblicano (2008) e l'annuncio della gravidanza
Quando Sarah Palin è stata scelta come candidata insieme a John McCain nella corsa alla presidenza degli Stati Uniti nell'agosto 2008, i suoi consiglieri già sapevano della gravidanza di Bristol Palin e sapevano che sarebbe stato un ostacolo durante le elezioni. Il 1º settembre, il giorno di apertura del Convegno Nazionale Repubblicano, è stato annunciato pubblicamente che Bristol Palin era incinta e fidanzata con Johnston, padre del suo bambino. L'intera famiglia Palin, insieme a Johnston, era presente al Congresso. Stando a quel che si dice, i consiglieri di McCain hanno pensato che un matrimonio tra Bristol e Johnston avrebbe fatto aumentare la calante popolarità della lista McCain-Palin. Johnston ha smentito le voci che lo vedevano costretto ad un matrimonio riparatore affermando "Stavamo già pensando di sposarci molto tempo fa, con o senza bambino. Era in programma sin dall'inizio."

### Maternità
Il figlio di Bristol e Johnston, Tripp Easton Mitchell Johnston, è nato nel 2008. Lei ha smentito le voci che dicevano che le opinioni della madre a favore della vita l'avessero influenzata a far nascere il bambino, affermando:"Non importa quali siano le idee di mia madre riguardo all'argomento. È stata una mia decisione."
Bristol e Johnston hanno rotto il fidanzamento nel marzo 2009. Nel novembre 2009, è stato aperto un caso sulla custodia del bambino nel tribunale locale dell'Alaska. Bristol ha chiesto al giudice di usare uno pseudonimo per sé e Johnston per tenere le procedure private, sostenendo che l'attenzione dei media avrebbe danneggiato il bambino. Johnston ha richiesto un processo a porte aperte, dicendo che voleva un processo equo e che "in un processo a porte chiuse non sarebbe stato difeso adeguatamente contro Sarah Palin." Nel dicembre 2009, al primo compleanno del bambino, il giudice ha deliberato in favore di Johnston, ed è stato reso pubblico il processo per la custodia del figlio. Bristol, che avrebbe voluto ottenere la custodia completa del bambino e il mantenimento da parte di Johnston, ha affermato che Johnston "ha fatto visita al figlio sporadicamente" e quindi "voleva il diritto di custodia per sé." Johnston ha richiesto l'affidamento condiviso e un mantenimento più basso. Nel febbraio 2010, il giudice ha stabilito che Johnston dovesse pagare il mantenimento per il figlio, con un'udienza per determinare l'importo del pagamento.
Quel mese, Bristol e suo figlio hanno cominciato a vivere in un condominio che lei aveva comprato ad Anchorage, dove lei lavorava presso uno studio di dermatologia e teneva lezioni di business in un college. Nel luglio 2010, Palin e Johnston ha annunciato di essere tornati insieme e di essere di nuovo fidanzati, ma tre settimane più tardi, il loro secondo fidanzamento è terminato. Nell'agosto 2010, si è trasferita dal suo condominio ed è tornata a casa dai suoi genitori e la coppia ha raggiunto un accordo assegnando la custodia primaria a Bristol e i diritti di visita e il mantenimento a Johnston. Nel dicembre 2010, Bristol ha comprato una casa composta di 5 stanze a Maricopa, alla periferia di Phoenix (Arizona) per $172,000 in contanti secondo il contratto con la Contea di Pinal.